# Marion E. Wong
Marion E. Wong (ur. 2 stycznia 1895, zm. 1969 lub 1970)  – pierwsza amerykańska reżyserka filmowa pochodzenia chińskiego. Założycielka studia Mandarin Film Company, które miało produkować filmy poświęcone Chinom i tworzone przez Chińczyków.
Urodziła się ok. 1895 r. Dorastała w Oakland. W 1911 wyjechała w podróż do Chin, gdzie miała poznać swojego przyszłego męża. Kandydat jednak nie spodobał jej się i do małżeństwa nie doszło. Podczas podróży zmarł jeden z towarzyszących jej braci. Wyprawa stała się dla Wong inspiracją do stworzenia filmu The Curse of Quon Gwon, który miał pomóc szerokiej publiczności zapoznać się z chińską kulturą. Wong napisała scenariusz, wyreżyserowała film i zagrała jedną z ról. Film ukazał się w 1916 roku (nie znamy całości – film jest częściowo zaginiony, do naszych czasów przetrwały tylko fragmenty, nie znamy natomiast żadnych plansz tekstowych). Film był wyświetlany w kinach, jednak nie zdobył popularności i okazał się klapą finansową.
W 1914 r. założyła studio filmowe Mandarin Film Company. Było to jedyne chińskie studio filmowe w tamtym czasie.
W 1917 r. wyszła za mąż za inżyniera King Seung Honga, pierwszego absolwenta Uniwersytetu Kalifornijskiego w Berkeley pochodzenia chińskiego. W następnych latach była właścicielką restauracji Singapore Hut i piosenkarką wodewilową. Zmarła w 1969 lub 1970 r.